# Куп пет нација 1957.
Куп пет нација 1957. (службени назив: 1957 Five Nations Championship) је било 63. издање овог најелитнијег репрезентативног рагби такмичења Старог континента. а 28. издање Купа пет нација.
Рагбисти Енглеске су освојили Гренд слем.

## Такмичење
Француска - Шкотска 0-6
Велс - Енглеска 0-3
Ирска - Француска 11-6
Шкотска - Велс 9-6
Ирска - Енглеска 0-6
Енглеска - Француска 9-5
Шкотска - Ирска 3-5
Велс - Ирска 6-5
Енглеска - Шкотска 16-3
Француска - Велс 13-19

## Табела
|   | Селекција                      | ИГ | Д | Н | И | ПД | ПП | ПР  | Б |  |
| - | ------------------------------ | -- | - | - | - | -- | -- | --- | - |  |
| 1 | Рагби репрезентација Енглеске  | 4  | 4 | 0 | 0 | 34 | 8  | +26 | 8 |  |
| 2 | Рагби репрезентација Велса     | 4  | 2 | 0 | 2 | 31 | 30 | +1  | 4 |  |
| 3 | Рагби репрезентација Ирске     | 4  | 2 | 0 | 2 | 21 | 21 | 0   | 4 |  |
| 4 | Рагби репрезентација Шкотске   | 4  | 2 | 0 | 2 | 21 | 27 | -6  | 4 |  |
| 5 | Рагби репрезентација Француске | 4  | 0 | 0 | 4 | 24 | 45 | -21 | 0 |  |

| Победник Купа пет нација 1957.              |
| ------------------------------------------- |
| Енглеска 15. титула првака Европе у рагбију |